# Ceuthophilus pallidipes
Ceuthophilus pallidipes är en insektsart som beskrevs av Walker, E.M. 1905. Ceuthophilus pallidipes ingår i släktet Ceuthophilus och familjen grottvårtbitare. Inga underarter finns listade i Catalogue of Life.